# Maximiliano Nandín
Maximiliano Nandín, vollständiger Name José Maximiliano Nandín Suárez, (* 20. Januar 1996 in Montevideo) ist ein uruguayischer Fußballspieler.

## Karriere
Der 1,83 Meter große Mittelfeldakteur Nandín steht seit der Apertura 2013 in Reihen des Club Atlético Torque. Saisonübergreifend bestritt er dort in den Spielzeiten 2013/14 bis einschließlich 2015/16 14 Spiele in der Segunda División. Einen Treffer erzielte er dabei nicht. In der Saison 2016 kam er in fünf Partien (kein Tor) der zweithöchsten uruguayischen Spielklasse zum Einsatz.